# Терминатор: Генесис
Терминатор: Генесис (енгл. Terminator Genisys) је амерички научнофантастични акциони филм из 2015. године, режисера Алана Тејлора, а према сценарију коју су написали Лита Калогридис и Патрик Лусијер. Филм је благи рибут франшизе Терминатор, водећи основну причу оригиналног филма у другом правцу. У насловној улози је Арнолд Шварценегер који репризира своју улогу Терминатора (након његовог одсуства из филма Терминатор: Спасење), док су у осталим улогама Џејсон Кларк, Емилија Кларк, Џај Кортни, Џеј Кеј Симонс, Дејо Окенији, Мет Смит, Кортни Б. Венс и Бјунг Хун Ли. Филм прати Кајла Риса, војника у постапокалиптичном рату против Скајнета, који је послат из 2029. у 1984. годину да спречи смрт Саре Конор. Када је Кајл стигао у прошлост, открио је да је временска линија промењена и да је Сару одгајао репрограмирани Терминатор.
Наставци филма Терминатор: Спасење су отказани након што се The Halcyon Company суочио се са правним питањима и поднео захтев за банкрот. Меган Елисон и њена продукцијска кућа Annapurna Pictures стекла су права на франшизу у мају 2011. године. Наредне године, продукција још једног остварења у серијалу покренута је у сарадњи са компанијом Skydance Productions, у власништву Елисониног брата Дејвида. Елисонови су се консултовали са творцем Терминатора Џејмсом Камероном у нади да се врати духу филмова Терминатор (1984) и Терминатор 2: Судњи дан (1991). Филм је углавном сниман у Њу Орлеансу, док је шест различитих компанија креирало визуелне ефекте за филм.
Филм је реализован 1. јула 2015. у РеалД 3Д и ИМАКС 3Д формату. Добио је негативне критике од стране критичара, који су критиковали радњу и глуму, иако су похвалили Шварценегеров повратак и перформанс. Зарадио је преко 440 милиона долара широм света, што га чини другим најуспешнијим филмом у серијалу, иза Терминатора 2: Судњи дан.

## Радња
Кад Џон Конор (Џејсон Кларк), вођа покрета отпора људи, пошаље наредника Кајла Риса (Џај Кортни) назад у 1984, да заштити Сару Конор (Емилија Кларк) и одбрани будућност, неочекивани след догађаја ће направити пукотину у временском току. Сада ће се наредник Рис наћи у новој и непознатој верзији прошлости, где ће се сусрести са неочекиваним савезницима, укључујући и Чувара (Арнолд Шварценегер), опасним новим непријатељима и изненађујућом новом мисијом: да врати будућност у претходно стање.

## Улоге
| Глумац             | Улога                |
| ------------------ | -------------------- |
| Арнолд Шварценегер | Терминатор Т-800     |
| Емилија Кларк      | Сара Конор           |
| Џај Кортни         | Кајл Рис             |
| Џејсон Кларк       | Џон Конор            |
| Џеј Кеј Симонс     | О'Брајан             |
| Мет Смит           | Алекс/Скајнет/Т-5000 |
| Дејо Окенији       | Дени Дајсон          |
| Кортни Б. Венс     | Мајлс Дајсон         |
| Бјунг Хун Ли       | Т-1000               |